# Hilde Preuß

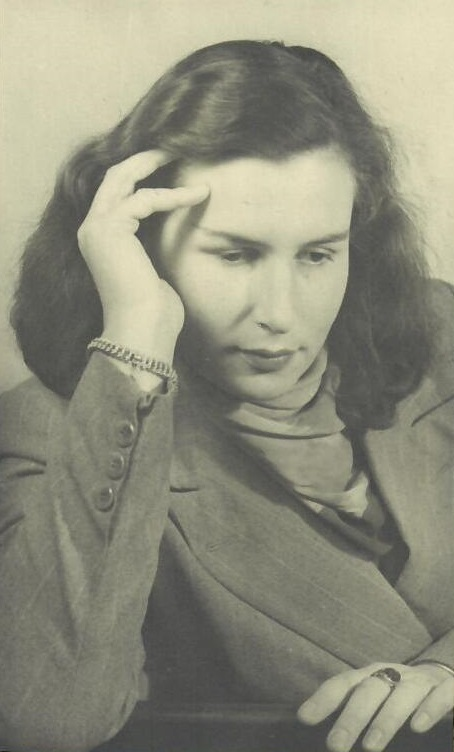
Hilde Preuß, 1947

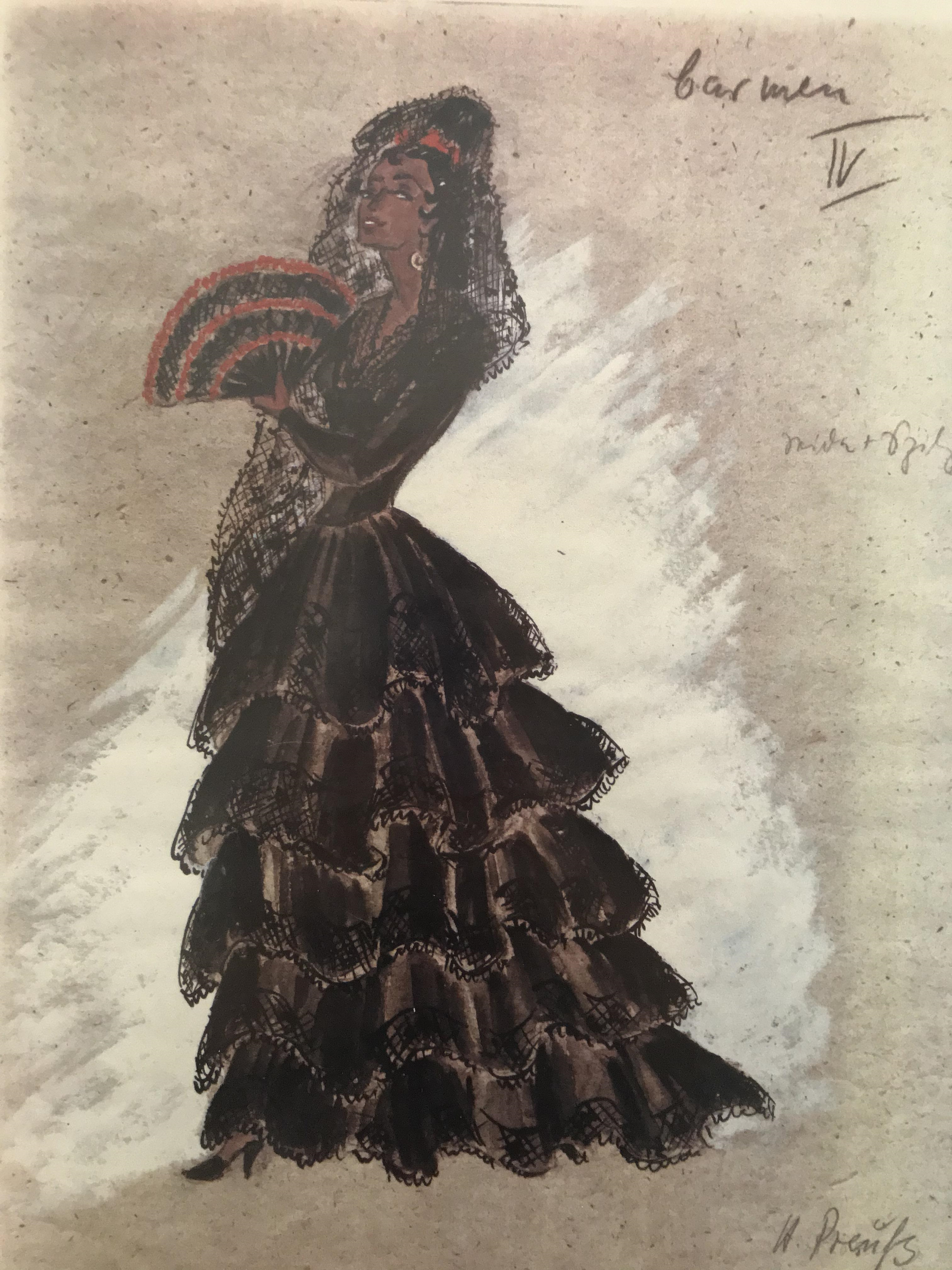
Carmen, Inszenierung im Düsseldorfer Opernhaus, Premiere 7. April 1946, Kostüme von Hilde Preuß

Hildegard Hedwig „Hilde“ Preuß, verh. Vogelsang (* 13. September 1916 in Stuttgart; † 18. März 1992 in Grevenbroich), war eine deutsche Bühnenbildnerin, Kostümbildnerin, Grafikerin und Malerin.

## Leben
Nach dem Abitur am Realgymnasium der Städtischen Cecilienschule Düsseldorf-Niederkassel studierte Hilde Preuß ab 1935 Theaterwissenschaft und Theatergeschichte in Köln bei Carl Niessen. 1937 bis 1938 absolvierte sie einen Ausbildungskurs in Modezeichnen, Aktzeichnen und Zuschneiden in der privaten Modeschule C. Trust. Anschließend wurde sie an der renommierten Berufsfachschule für Gestaltung „Kunst und Werk“ (vormals Reimann-Schule) in Berlin unter Hugo Häring aufgenommen. Ihre Lehrer waren bekannte Künstler: die Malerin Erna Schmidt-Caroll (Fach Mode- und Kostümzeichnen), der Maler und Grafiker Moriz Melzer (Fach Aktzeichnen), der Grafikdesigner Max Hertwig (Fach Schriftzeichnen), die Maler Heinz Fuchs und Peter Foerster (Fach Landschaft und Stillleben). Nach ihrem Abschluss im März 1941 erhielt sie einen Vertrag als Kostümbildner- und Bühnenbild-Assistentin an den Städtischen Bühnen Düsseldorf unter der Generalintendanz von Otto Krauß. Nach Schließung aller deutschen Theater ab September 1944 ging sie nach Konstanz. 1946 wurde sie vom neuen Düsseldorfer Generalintendanten Wolfgang Langhoff mit der zusätzlichen Verpflichtung zu Plakatentwürfen übernommen.
Ab 1947 führte Preuß ein Modeatelier und stellte Theaterkostüme für Boulevardbühnen her. Ab 1948 wandte sie sich beruflich zunehmend der freien Malerei zu. Nach Unterricht bei Otto Piene, vier Semestern Unterricht an der Internationalen Sommerakademie für Bildende Kunst Salzburg und einem Sommerstipendium für die Kunstakademie Athen auf Mykonos eröffnete sie 1971 ihr eigenes Künstleratelier, ab 1980 mit Radierwerkstatt, in Neuss-Norf. Sie schuf Aquarelle, Gouachen, Radierungen, u. a. Motive in ihren frühen Bildern sind die niederrheinische Landschaft sowie südländische Inseln, die sie bereiste. Abstrakte Arbeiten und Collagen kamen hinzu. Farbenfrohe Körperlandschaften zeigen ihre Ausbildung im Aktzeichnen. Für ihre Kaltnadelradierungen erfand sie viele Mischtechniken.
Hildegard Vogelsang-Preuß, wie sie sich später nannte, engagierte sich in der Verbandstätigkeit, so 1981 bis 1984 als Vorsitzende des Berufsverbands Bildender Künstler (BBK) Düsseldorf, 1981 bis 1987 im Vorstand der Arbeitsgemeinschaft Düsseldorfer Künstlervereinigungen. 1980 wurde sie zudem Mitglied im Künstlerverein Malkasten. Sie koordinierte Jahresausstellungen im Kunstpalast am Ehrenhof und hielt Eröffnungsreden. 1985 bis 1988 war sie Vorsitzende des Vereins Düsseldorfer Künstlerinnen e. V. und ab 1988 Vorsitzende der Künstlerinnen Sezession Düsseldorf e. V., die sie mitbegründet hatte.
Hildegard Vogelsang-Preuß starb am 18. März 1992.

## Werk
Während der Jahre 1941 bis 1947 schuf Preuß 50 Kostümausstattungen, 18 Plakate und sechs Bühnenbilder in Eigenverantwortung. Sie arbeitete u. a. mit dem Bühnenbildner Walter Gondolf als Assistentin zusammen.
Unter der Regie von Arno Assmann entwarf sie die Kostüme für Die ungarische Hochzeit (1942), für Wiener Blut (1943) auch die Bühne. Nach dem Zweiten Weltkrieg wurde sie für die Premiere im Neuen Theater unter der Intendanz von Wolfgang Langhoff, Die Czardasfürstin, in der Regie von Kurt Großkurth, für Bühnenbild und Kostüme engagiert. Die Inszenierung Carmen (Premiere am 7. April 1946) im Opernhaus mit Martha Mödl in der Hauptrolle wurde von Preuß mit Kostümen ausgestattet. Für die Aufführung Professor Mamlock (Premiere 5. Mai 1946), Regie Wolfgang Langhoff, entwarf sie Kostüme und Plakat. 1947 betreute sie die im Parktheater aufgeführte Operette Land des Lächelns in der Regie Kurt Großkurth szenen- und kostümbildnerisch. Die lange Zusammenarbeit von Preuß und Gondolf bewährte sich noch einmal 1947 in der Aufführung Tartuffe.
Im Theatermuseum Düsseldorf befinden sich seit 1985 12 Plakate und Plakatentwürfe sowie 24 Einzelblätter mit Figurinen, in der Theaterwissenschaftlichen Sammlung der Universität zu Köln, der größere Teil ihres Nachlasses, Figurinen und Bühnenbilder zu 20 Aufführungen.

## Ausstellungen (Auswahl)

### Einzelausstellungen
- 1978: Akt und Traum, Galerie Offelder, Neuß
- 1981: Landschaften, Kulturamt Dormagen
- 1982: 12 Künstler aus Düsseldorf, Aachen
- 1982: Neue Galerie – Sammlung Ludwig, Aachen
- 1983: Vulkanlandschaften, Deutsche Bank, Düsseldorf-Holthausen
- 1984: Landschaftsstrukturen – Körperlandschaften, Künstlerverein Malkasten
- 1985: Figurinen / Plakate / Entwürfe, Theaterarbeit 1941 bis 1948, Theatermuseum der Landeshauptstadt Düsseldorf, Dumont-Lindemann-Archiv
- 1986: 48 Radierungen, Künstlerverein Malkasten, Düsseldorf
- 1986/1987: Landschaftsaquarelle, Theater am Dom, Köln
- 1989: Hildegard Vogelsang-Preuß zum 70. Geburtstag. Eine Werkauswahl aus 40 Jahren, Stadtmuseum Düsseldorf

### Gruppenausstellungen
- 1966/1969/1973: Festung Salzburg
- 1976: 40 Jahre Bild und Plastik, Künstlersiedlung Golzheim
- 1980–1989: Gruppenausstellungen der Malkasten-Mitglieder
- 1981–1987: Jahresausstellungen Düsseldorfer Künstler im Kunstpalast
- 1984: Bildende Künstler sehen Bühnenkünstler, Dumont-Lindemann-Archiv, Düsseldorf
- 1984: Ich Du Wir. 50 Künstlerinnen aus Düsseldorf, Frauenmuseum Bonn. Idee, Gestaltung, Organisation Hilde Preuß u. a.
- 1985: Düsseldorfer Künstlerinnen, Regierungspräsidenten-Palais, Düsseldorf
- 1986: 75 Jahre VDK e.V., Stadtsparkasse Düsseldorf
- 1988: Frau und Technik, VDI-Haus, Düsseldorf
- 1988: Frau und Kunst, WBZ am Bahnhof Düsseldorf
- 1988: Deutsch-libanesisches Kulturzentrum, Beirut, Libanon
- 1989: Kunstpalast Düsseldorf[9]

## Bestände in Archiven und Bibliotheken
- Künstlerverein Malkasten, Düsseldorf, Archiv
- Theaterwissenschaftliche Sammlung der Universität Köln, Schloss Wahn
- Stadtmuseum Düsseldorf, Bibliothek
- Theatermuseum Düsseldorf, Sammlung / Archiv
- Stadtarchiv Düsseldorf
- Kunstpalast Düsseldorf, Magazin